# Gorgóbina

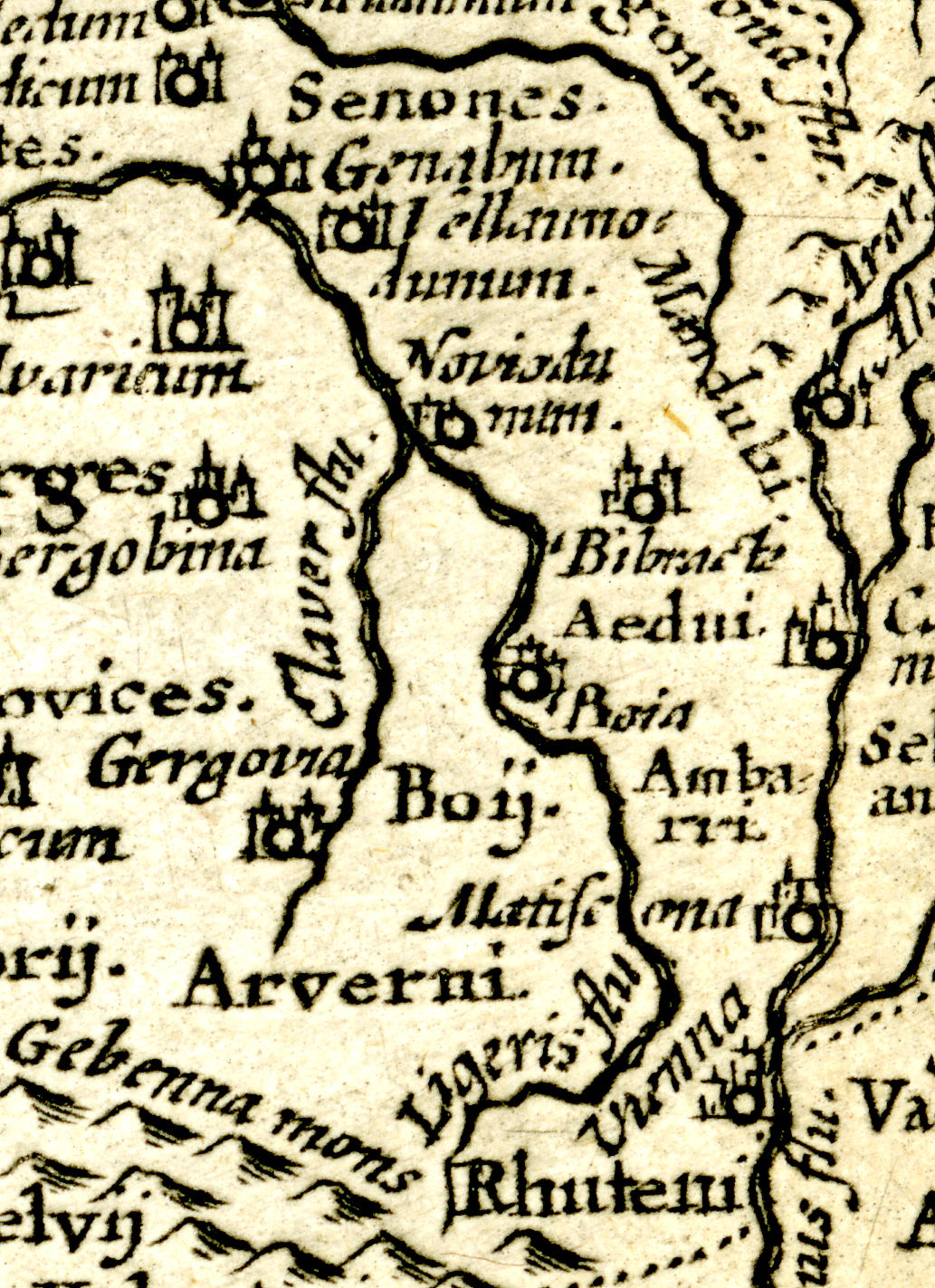
Gorgóbina

Gorgóbina (en latín, Gorgobina) fue un oppidum (ciudad fortificada) celta en el territorio de la tribu hedua. Tras la derrota de los helvecios en el año 58 a. C. en la cercana Bibracte, los aliados boyos de los helvecios se asentaron allí (César, Comentarios a la guerra de las Galias, I, 28). Si esto realmente fue un acto de clemencia por parte de Julio César puede discutirse. Siendo los heduos aliados de Roma, Vercingétorix sitió Gorgóbina en el curso de su campaña:

Hac re cognita Vercingetorix rursus in Bituriges exercitum reducit atque inde profectus Gorgobinam, Boiorum oppidum, quos ibi Helvetico proelio victos Caesar collocaverat Haeduisque attribuerat, oppugnare instituit.VII.9.6

(Traducción: 'Con esto en la mente, Vercingétorix guio a su ejército de vuelta al territorio de los bituriges y avanzó desde allí hacia Gorgóbina, el oppidum de los boyos - a quienes, derrotados en la batalla de los helvecios, César había instalado allí y asignados a los heduos -, y la asedió.')
En la última gran batalla de la Guerra de las Galias, los boyos de Gorgóbina enviaron dos mil guerreros para apoyar a Vercingétorix (César, Comentarios..., VII, 75).
No se conoce la ubicación exacta de Gorgóbina, pudiendo ser la moderna Saint-Parize-le-Châtel o La Guerche (Nièvre).